# Turów-kulminen
Turów-kulminen (polsk: Kopalnia Węgla Brunatnego Turów S.A.) eller KWB Turów, er et stort dagbrud i den sydvestlige del af Polen, beliggende uden for Bogatynia, Nedre Schlesien. Den leverer kul til det nærliggende Turów Kraftværk. Minen er planlagt til at blive lukket i 2044, når dens kulreserver forventes at være opbrugt.

## Virksomhed
Beliggende 55 km vest for Jelenia Góra, 80 km øst for Dresden, Tyskland, og 20 km nordvest for Liberec, Tjekkiet, udgør Turów-minen en del af et område, der er kendt som Europas økologiske "Sorte Trekant" på grund af dets tidligere tunge industrielle forurening, der dækker dele af det østlige Tyskland, det sydvestlige Polen og det nordlige Tjekkiet.  Turów-minen, der drives af Polska Grupa Energetyczna, repræsenterer en af Polens største brunkulsreserver, med en anslået reserve på 760 millioner tons kul. Turóws årlige kulproduktion er omkring 27,7 millioner tons.
Der blev fundet brunkul nær Turasów i 1740. Mellem 1836 og 1869 blev der udgravet næsten 70 skakter. Ejerne af disse miner organiserede aktieselskabet Hercules i 1904, og tre år senere begyndte dagbrudsdrift. I 1925 blev mineaffald dumpet nord for minen. Efter Anden Verdenskrig, i 1947, overtog en polsk organisation minen fra den sovjetiske militæradministration, og KWB Turów opstod.

## Lovlighed
Minens licens skulle udløbe i april 2020, men i marts 2020 forlængede den polske regering den med yderligere seks år. Den polske regering gik med til PGE Groups ønske om at fortsætte minedriften på stedet indtil 2044, hvor dens kulforekomster forventes at være fuldstændig opbrugt. Senere meddelte den polske regering, at minen ville blive opbrugt. lukket ned i 2044 og hævder, at dette er i overensstemmelse med EU's planer om at reducere emissionerne. PGE Groups tiltag for at udvide minen møder modstand fra den tjekkiske regering, da nærliggende tjekkiske og tyske samfund siger, at miljøpåvirkningen fra minen i alvorlig grad påvirker deres livskvalitet og truer flere landsbyers overlevelse nær grænsen, ved at få deres brønde til at tørre ud. Ifølge en geologisk undersøgelse risikerer fortsat minedrift også at forårsage nedsynkning af jord i den Tyske by Zittau. I februar 2021 sagsøgte Tjekkiet Polen over minen ved EU-Domstolen, første gang en EU-medlemsstat havde sagsøgt en anden for et miljøspørgsmål.
I maj 2021 trodsede Polen et påbud fra den domstol, der beordrede øjeblikkelig lukning af minen, og hævdede, at det ville have en negativ indvirkning på landets energisystem og føre til tab af tusindvis af arbejdspladser. Påstanden blev tilbagevist af undersøgelser af vedvarende energi alternativer til regionen, som blev anslået til at producere mellem 800 og 4.100 arbejdspladser mere end kulminen og kulminen og samtidig spare over €13 milliarder i elproduktionsomkostninger over 25 år.
Da Polen ikke havde indstillet brunkulsudvindingsaktiviteterne ved Turów-minen, pålagde Domstolens vicepræsident Polen den 20. september 2021 at betale Europa-Kommissionen en daglig tvangsbøde på en halv million euro,, men den polske regering nægtede at efterkomme det.